# Freie-Partie-Europameisterschaft 1993

Logo CEB (ausrichtender Verband)

Die Freie-Partie-Europameisterschaft 1993 war das 24. Turnier in dieser Disziplin des Karambolagebillards und fand vom 19. bis zum 23. Mai 1993 in Bottrop statt. Es war die sechste Freie-Partie-Europameisterschaft in Deutschland.

## Geschichte
Die dritte Europameisterschaft in der Freien Partie, die innerhalb von vier Jahren in Bottrop ausgetragen wurde, endete wieder mit einem Überraschungssieg. Der Franzose Marc Massé, der sich über die Qualifikationsrunde ins Hauptturnier gespielt hat, wurde erstmals Europameister. Bereits zum achten Mal wurde ein Deutscher bei diesem Turnier Zweiter. Diesmal war es Volker Baten, der in den letzten Jahren schon gute Ergebnisse erzielt hatte. Zwei Mitfavoriten spielten um Platz drei. Hier siegte der Belgier Frédéric Caudron gegen den Ex-Europameister Fonsy Grethen aus Luxemburg. Der mehrfache Junioren-Europameister Martin Horn aus Essen zeigte mit Platz sieben erstmals in der Freien Partie sein Talent bei den Senioren. Die Erhöhung der Satzdistanz auf 150 Punkte wurde allgemein begrüßt.

## Modus
Gespielt wurde eine Vorqualifikation in 10 Gruppen à drei und zwei Spielern und eine Hauptqualifikation mit acht Gruppen à Spieler. Die Satzdistanz waren 100 Punkte bei zwei Gewinnsätzen. Hierbei wurden acht Spieler ermittelt, die auf die acht gesetzte Spieler trafen. Danach gab es ein Doppel-KO-System mit einer Sieger- und einer Trostrunde, wobei die Spieler für das Finale und das Spiel um Platz drei ermittelt wurden. Es wurde auf zwei Gewinnsätze à 150 Punkte gespielt. Es wurde ohne Nachstoß gespielt, außer bei einer Partie in einer Aufnahme. Bei einem Satzsieg gab es zwei Satzpunkte für einen Sieg und ein Satzpunkt für ein Unentschieden. Bei Satzgleichstand wurde ein Entscheidungssatz (ES) gespielt. Beendet der erste Spieler den Satz in einer Aufnahme gab es keinen Nachstoß.
1. MP = Matchpunkte
2. SP = Satzpunkte
3. GD = Generaldurchschnitt
4. HS = Höchstserie

## Qualifikation

### Vor-Qualifikation
| Abschlusstabelle Gruppe A | Abschlusstabelle Gruppe A | Abschlusstabelle Gruppe A | Abschlusstabelle Gruppe A | Abschlusstabelle Gruppe A | Abschlusstabelle Gruppe A | Abschlusstabelle Gruppe A | Abschlusstabelle Gruppe A | Abschlusstabelle Gruppe A | Abschlusstabelle Gruppe A |
| Platz                     | Name                      | MP                        | SP                        | Pkte                      | Aufn.                     | GD                        | BED                       | HS                        |                           |
| ------------------------- | ------------------------- | ------------------------- | ------------------------- | ------------------------- | ------------------------- | ------------------------- | ------------------------- | ------------------------- | ------------------------- |
| 1                         | Daniel Mieth              | 4:0                       | 8:2                       | 407                       | 13                        | 31,30                     | 51,75                     | 100                       |                           |
| 2                         | Javier Arenaza            | 0:4                       | 2:8                       | 140                       | 13                        | 10,76                     | –                         | 98                        |                           |

| Abschlusstabelle Gruppe B | Abschlusstabelle Gruppe B | Abschlusstabelle Gruppe B | Abschlusstabelle Gruppe B | Abschlusstabelle Gruppe B | Abschlusstabelle Gruppe B | Abschlusstabelle Gruppe B | Abschlusstabelle Gruppe B | Abschlusstabelle Gruppe B | Abschlusstabelle Gruppe B |
| Platz                     | Name                      | MP                        | SP                        | Pkte                      | Aufn.                     | GD                        | BED                       | HS                        |                           |
| ------------------------- | ------------------------- | ------------------------- | ------------------------- | ------------------------- | ------------------------- | ------------------------- | ------------------------- | ------------------------- | ------------------------- |
| 1                         | John v/d Stappen          | 4:0                       | 8:3                       | 509                       | 9                         | 56,55                     | 61,80                     | 100                       |                           |
| 2                         | Simon Dallenbach          | 2:2                       | 7:5                       | 412                       | 10                        | 41,20                     | 50,00                     | 100                       |                           |
| 3                         | Christian Dressel         | 0:4                       | 0:8                       | 21                        | 6                         | 3,50                      | –                         | 13                        |                           |

| Abschlusstabelle Gruppe C | Abschlusstabelle Gruppe C | Abschlusstabelle Gruppe C | Abschlusstabelle Gruppe C | Abschlusstabelle Gruppe C | Abschlusstabelle Gruppe C | Abschlusstabelle Gruppe C | Abschlusstabelle Gruppe C | Abschlusstabelle Gruppe C | Abschlusstabelle Gruppe C |
| Platz                     | Name                      | MP                        | SP                        | Pkte                      | Aufn.                     | GD                        | BED                       | HS                        |                           |
| ------------------------- | ------------------------- | ------------------------- | ------------------------- | ------------------------- | ------------------------- | ------------------------- | ------------------------- | ------------------------- | ------------------------- |
| 1                         | Markus Schönhoff          | 4:0                       | 8:0                       | 400                       | 14                        | 28,57                     | 33,33                     | 100                       |                           |
| 2                         | Patrick Janssen           | 2:2                       | 4:4                       | 261                       | 12                        | 21,75                     | 28,57                     | 96                        |                           |
| 3                         | H. Weingartner            | 0:4                       | 0:8                       | 176                       | 13                        | 13,53                     | –                         | 47                        |                           |

| Abschlusstabelle Gruppe D | Abschlusstabelle Gruppe D | Abschlusstabelle Gruppe D | Abschlusstabelle Gruppe D | Abschlusstabelle Gruppe D | Abschlusstabelle Gruppe D | Abschlusstabelle Gruppe D | Abschlusstabelle Gruppe D | Abschlusstabelle Gruppe D | Abschlusstabelle Gruppe D |
| Platz                     | Name                      | MP                        | SP                        | Pkte                      | Aufn.                     | GD                        | BED                       | HS                        |                           |
| ------------------------- | ------------------------- | ------------------------- | ------------------------- | ------------------------- | ------------------------- | ------------------------- | ------------------------- | ------------------------- | ------------------------- |
| 1                         | Frans van Hoey            | 2:2                       | 6:4                       | 381                       | 14                        | 27,21                     | 40,00                     | 100                       |                           |
| 2                         | Antonio Oddo              | 2:2                       | 4:4                       | 264                       | 7                         | 37,71                     | 100,00                    | 100                       |                           |
| 3                         | Th. Nockemann             | 2:2                       | 4:6                       | 242                       | 12                        | 20,16                     | 24,10                     | 100                       |                           |

| Abschlusstabelle Gruppe E | Abschlusstabelle Gruppe E | Abschlusstabelle Gruppe E | Abschlusstabelle Gruppe E | Abschlusstabelle Gruppe E | Abschlusstabelle Gruppe E | Abschlusstabelle Gruppe E | Abschlusstabelle Gruppe E | Abschlusstabelle Gruppe E | Abschlusstabelle Gruppe E |
| Platz                     | Name                      | MP                        | SP                        | Pkte                      | Aufn.                     | GD                        | BED                       | HS                        |                           |
| ------------------------- | ------------------------- | ------------------------- | ------------------------- | ------------------------- | ------------------------- | ------------------------- | ------------------------- | ------------------------- | ------------------------- |
| 1                         | Carlos Tuset              | 4:0                       | 8:0                       | 400                       | 11                        | 36,36                     | 50,00                     | 100                       |                           |
| 2                         | Torsten Lechelt           | 2:2                       | 4:4                       | 202                       | 11                        | 18,36                     | 25,08                     | 84                        |                           |
| 3                         | Pierre-Alain Rech         | 0:4                       | 0:8                       | 143                       | 13                        | 11,00                     | –                         | 51                        |                           |

| Abschlusstabelle Gruppe F | Abschlusstabelle Gruppe F | Abschlusstabelle Gruppe F | Abschlusstabelle Gruppe F | Abschlusstabelle Gruppe F | Abschlusstabelle Gruppe F | Abschlusstabelle Gruppe F | Abschlusstabelle Gruppe F | Abschlusstabelle Gruppe F | Abschlusstabelle Gruppe F |
| Platz                     | Name                      | MP                        | SP                        | Pkte                      | Aufn.                     | GD                        | BED                       | HS                        |                           |
| ------------------------- | ------------------------- | ------------------------- | ------------------------- | ------------------------- | ------------------------- | ------------------------- | ------------------------- | ------------------------- | ------------------------- |
| 1                         | Alain Rémond              | 4:0                       | 8:0                       | 400                       | 10                        | 40,00                     | 100,00                    | 100                       |                           |
| 2                         | Horst Wiedemann           | 2:2                       | 4:6                       | 251                       | 14                        | 17,92                     | 28,57                     | 96                        |                           |
| 3                         | Robert Steinbach          | 0:4                       | 2:8                       | 294                       | 9                         | 32,66                     | –                         | 100                       |                           |

| Abschlusstabelle Gruppe G | Abschlusstabelle Gruppe G | Abschlusstabelle Gruppe G | Abschlusstabelle Gruppe G | Abschlusstabelle Gruppe G | Abschlusstabelle Gruppe G | Abschlusstabelle Gruppe G | Abschlusstabelle Gruppe G | Abschlusstabelle Gruppe G | Abschlusstabelle Gruppe G |
| Platz                     | Name                      | MP                        | SP                        | Pkte                      | Aufn.                     | GD                        | BED                       | HS                        |                           |
| ------------------------- | ------------------------- | ------------------------- | ------------------------- | ------------------------- | ------------------------- | ------------------------- | ------------------------- | ------------------------- | ------------------------- |
| 1                         | Andreas Fuchs             | 4:0                       | 8:0                       | 400                       | 7                         | 57,14                     | 66,66                     | 100                       |                           |
| 2                         | Carsten Raspel            | 0:4                       | 0:8                       | 6                         | 5                         | 1,20                      | –                         | 4                         |                           |

| Abschlusstabelle Gruppe H | Abschlusstabelle Gruppe H | Abschlusstabelle Gruppe H | Abschlusstabelle Gruppe H | Abschlusstabelle Gruppe H | Abschlusstabelle Gruppe H | Abschlusstabelle Gruppe H | Abschlusstabelle Gruppe H | Abschlusstabelle Gruppe H | Abschlusstabelle Gruppe H |
| Platz                     | Name                      | MP                        | SP                        | Pkte                      | Aufn.                     | GD                        | BED                       | HS                        |                           |
| ------------------------- | ------------------------- | ------------------------- | ------------------------- | ------------------------- | ------------------------- | ------------------------- | ------------------------- | ------------------------- | ------------------------- |
| 1                         | Robert Pragst             | 4:0                       | 8:2                       | 403                       | 19                        | 21,21                     | 22,55                     | 100                       |                           |
| 2                         | Torsten Anders            | 2:2                       | 6:4                       | 379                       | 14                        | 27,07                     | 33,33                     | 100                       |                           |
| 3                         | Patrick Mousel            | 0:4                       | 0:8                       | 48                        | 14                        | 3,42                      | –                         | 10                        |                           |

| Abschlusstabelle Gruppe I | Abschlusstabelle Gruppe I | Abschlusstabelle Gruppe I | Abschlusstabelle Gruppe I | Abschlusstabelle Gruppe I | Abschlusstabelle Gruppe I | Abschlusstabelle Gruppe I | Abschlusstabelle Gruppe I | Abschlusstabelle Gruppe I | Abschlusstabelle Gruppe I |
| Platz                     | Name                      | MP                        | SP                        | Pkte                      | Aufn.                     | GD                        | BED                       | HS                        |                           |
| ------------------------- | ------------------------- | ------------------------- | ------------------------- | ------------------------- | ------------------------- | ------------------------- | ------------------------- | ------------------------- | ------------------------- |
| 1                         | Udo Mielke                | 2:2                       | 6:4                       | 390                       | 12                        | 32,50                     | 40,00                     | 100                       |                           |
| 2                         | René Luysterberg          | 2:2                       | 6:6                       | 324                       | 17                        | 19,05                     | 22,55                     | 99                        |                           |
| 3                         | Axel Büscher              | 2:2                       | 4:6                       | 216                       | 13                        | 16,61                     | 22,88                     | 100                       |                           |

| Abschlusstabelle Gruppe J | Abschlusstabelle Gruppe J | Abschlusstabelle Gruppe J | Abschlusstabelle Gruppe J | Abschlusstabelle Gruppe J | Abschlusstabelle Gruppe J | Abschlusstabelle Gruppe J | Abschlusstabelle Gruppe J | Abschlusstabelle Gruppe J | Abschlusstabelle Gruppe J |
| Platz                     | Name                      | MP                        | SP                        | Pkte                      | Aufn.                     | GD                        | BED                       | HS                        |                           |
| ------------------------- | ------------------------- | ------------------------- | ------------------------- | ------------------------- | ------------------------- | ------------------------- | ------------------------- | ------------------------- | ------------------------- |
| 1                         | Heinz Janzen              | 2:2                       | 6:4                       | 324                       | 12                        | 27,00                     | 50,00                     | 94                        |                           |
| 2                         | Andreas Niehaus           | 2:2                       | 6:6                       | 340                       | 13                        | 26,15                     | 25,50                     | 100                       |                           |
| 3                         | Bruno Houllier            | 2:2                       | 4:6                       | 203                       | 10                        | 20,30                     | 28,57                     | 98                        |                           |

### Haupt-Qualifikation
| Abschlusstabelle Gruppe A | Abschlusstabelle Gruppe A | Abschlusstabelle Gruppe A | Abschlusstabelle Gruppe A | Abschlusstabelle Gruppe A | Abschlusstabelle Gruppe A | Abschlusstabelle Gruppe A | Abschlusstabelle Gruppe A | Abschlusstabelle Gruppe A |
| Platz                     | Name                      | MP                        | SP                        | Pkte                      | Aufn.                     | GD                        | BED                       | HS                        |
| ------------------------- | ------------------------- | ------------------------- | ------------------------- | ------------------------- | ------------------------- | ------------------------- | ------------------------- | ------------------------- |
| 1                         | Peter de Backer           | 4:0                       | 8:2                       | 400                       | 6                         | 66,66                     | 66,66                     | 100                       |
| 2                         | Kurt Mastny               | 2:2                       | 4:4                       | 200                       | 7                         | 28,57                     | 40,00                     | 100                       |
| 3                         | Frans van Hoey            | 0:4                       | 2:8                       | 130                       | 7                         | 18,57                     | –                         | 100                       |

| Abschlusstabelle Gruppe B | Abschlusstabelle Gruppe B | Abschlusstabelle Gruppe B | Abschlusstabelle Gruppe B | Abschlusstabelle Gruppe B | Abschlusstabelle Gruppe B | Abschlusstabelle Gruppe B | Abschlusstabelle Gruppe B | Abschlusstabelle Gruppe B |
| Platz                     | Name                      | MP                        | SP                        | Pkte                      | Aufn.                     | GD                        | BED                       | HS                        |
| ------------------------- | ------------------------- | ------------------------- | ------------------------- | ------------------------- | ------------------------- | ------------------------- | ------------------------- | ------------------------- |
| 1                         | Andreas Niehaus           | 4:0                       | 8:2                       | 410                       | 15                        | 27,33                     | 33,33                     | 100                       |
| 2                         | Simon Dallenbach          | 2:2                       | 4:6                       | 323                       | 13                        | 24,84                     | 25,37                     | 64                        |
| 3                         | Stefan Galla              | 0:4                       | 4:8                       | 249                       | 16                        | 15,56                     | –                         | 100                       |

| Abschlusstabelle Gruppe C | Abschlusstabelle Gruppe C | Abschlusstabelle Gruppe C | Abschlusstabelle Gruppe C | Abschlusstabelle Gruppe C | Abschlusstabelle Gruppe C | Abschlusstabelle Gruppe C | Abschlusstabelle Gruppe C | Abschlusstabelle Gruppe C |
| Platz                     | Name                      | MP                        | SP                        | Pkte                      | Aufn.                     | GD                        | BED                       | HS                        |
| ------------------------- | ------------------------- | ------------------------- | ------------------------- | ------------------------- | ------------------------- | ------------------------- | ------------------------- | ------------------------- |
| 1                         | Raymond Knoors            | 4:0                       | 8:2                       | 405                       | 8                         | 50,62                     | 100,00                    | 100                       |
| 2                         | John van der Stappen      | 2:2                       | 4:6                       | 234                       | 7                         | 33,42                     | 40,00                     | 97                        |
| 3                         | Andreas Fuchs             | 0:4                       | 4:8                       | 217                       | 8                         | 27,12                     | –                         | 100                       |

| Abschlusstabelle Gruppe D | Abschlusstabelle Gruppe D | Abschlusstabelle Gruppe D | Abschlusstabelle Gruppe D | Abschlusstabelle Gruppe D | Abschlusstabelle Gruppe D | Abschlusstabelle Gruppe D | Abschlusstabelle Gruppe D | Abschlusstabelle Gruppe D |
| Platz                     | Name                      | MP                        | SP                        | Pkte                      | Aufn.                     | GD                        | BED                       | HS                        |
| ------------------------- | ------------------------- | ------------------------- | ------------------------- | ------------------------- | ------------------------- | ------------------------- | ------------------------- | ------------------------- |
| 1                         | Volker Baten              | 4:0                       | 8:2                       | 432                       | 13                        | 33,23                     | 33,33                     | 100                       |
| 2                         | Daniel Mieth              | 2:2                       | 6:4                       | 323                       | 12                        | 26,91                     | 40,00                     | 98                        |
| 3                         | Markus Schönhoff          | 0:4                       | 0:8                       | 209                       | 9                         | 23,22                     | –                         | 92                        |

| Abschlusstabelle Gruppe E | Abschlusstabelle Gruppe E | Abschlusstabelle Gruppe E | Abschlusstabelle Gruppe E | Abschlusstabelle Gruppe E | Abschlusstabelle Gruppe E | Abschlusstabelle Gruppe E | Abschlusstabelle Gruppe E | Abschlusstabelle Gruppe E |
| Platz                     | Name                      | MP                        | SP                        | Pkte                      | Aufn.                     | GD                        | BED                       | HS                        |
| ------------------------- | ------------------------- | ------------------------- | ------------------------- | ------------------------- | ------------------------- | ------------------------- | ------------------------- | ------------------------- |
| 1                         | Michael Hikl              | 4:0                       | 8:0                       | 400                       | 5                         | 80,00                     | 100,00                    | 100                       |
| 2                         | Gerrit van Beek           | 2:2                       | 4:6                       | 226                       | 6                         | 37,66                     | 54,00                     | 100                       |
| 3                         | Alain Rémond              | 0:4                       | 2:8                       | 248                       | 5                         | 49,60                     | –                         | 100                       |

| Abschlusstabelle Gruppe F | Abschlusstabelle Gruppe F | Abschlusstabelle Gruppe F | Abschlusstabelle Gruppe F | Abschlusstabelle Gruppe F | Abschlusstabelle Gruppe F | Abschlusstabelle Gruppe F | Abschlusstabelle Gruppe F | Abschlusstabelle Gruppe F |
| Platz                     | Name                      | MP                        | SP                        | Pkte                      | Aufn.                     | GD                        | BED                       | HS                        |
| ------------------------- | ------------------------- | ------------------------- | ------------------------- | ------------------------- | ------------------------- | ------------------------- | ------------------------- | ------------------------- |
| 1                         | Marc Massé                | 4:0                       | 8:0                       | 400                       | 5                         | 80,00                     | 100,00                    | 100                       |
| 2                         | Udo Mielke                | 2:2                       | 4:7                       | 307                       | 13                        | 23,61                     | 30,00                     | 100                       |
| 3                         | Wim Maarsman              | 0:4                       | 3:8                       | 247                       | 11                        | 22,45                     | –                         | 100                       |

| Abschlusstabelle Gruppe G | Abschlusstabelle Gruppe G | Abschlusstabelle Gruppe G | Abschlusstabelle Gruppe G | Abschlusstabelle Gruppe G | Abschlusstabelle Gruppe G | Abschlusstabelle Gruppe G | Abschlusstabelle Gruppe G | Abschlusstabelle Gruppe G |
| Platz                     | Name                      | MP                        | SP                        | Pkte                      | Aufn.                     | GD                        | BED                       | HS                        |
| ------------------------- | ------------------------- | ------------------------- | ------------------------- | ------------------------- | ------------------------- | ------------------------- | ------------------------- | ------------------------- |
| 1                         | Robert Pragst             | 2:2                       | 6:4                       | 306                       | 7                         | 43,71                     | 50,00                     | 100                       |
| 2                         | Philippe Deraes           | 2:2                       | 6:6                       | 372                       | 12                        | 31,00                     | 68,00                     | 100                       |
| 3                         | Carlos Tuset              | 2:2                       | 4:6                       | 273                       | 12                        | 22,75                     | 25,44                     | 74                        |

| Abschlusstabelle Gruppe H | Abschlusstabelle Gruppe H | Abschlusstabelle Gruppe H | Abschlusstabelle Gruppe H | Abschlusstabelle Gruppe H | Abschlusstabelle Gruppe H | Abschlusstabelle Gruppe H | Abschlusstabelle Gruppe H | Abschlusstabelle Gruppe H |
| Platz                     | Name                      | MP                        | SP                        | Pkte                      | Aufn.                     | GD                        | BED                       | HS                        |
| ------------------------- | ------------------------- | ------------------------- | ------------------------- | ------------------------- | ------------------------- | ------------------------- | ------------------------- | ------------------------- |
| 1                         | René Tull                 | 4:0                       | 8:2                       | 401                       | 8                         | 50,12                     | 100,00                    | 10                        |
| 2                         | Heinz Janzen              | 2:2                       | 4:4                       | 270                       | 6                         | 45,00                     | 50,00                     | 100                       |
| 3                         | Johan Claessen            | 0:4                       | 2:8                       | 158                       | 9                         | 17,55                     | –                         | 73                        |

## Hauptturnier

### Siegerrunde
| Name             | MP  | SP  | 1. Satz | 2. Satz | 3. Satz | ES     | Pkte. | Aufn. | GD     | BSD    | HS  |
| ---------------- | --- | --- | ------- | ------- | ------- | ------ | ----- | ----- | ------ | ------ | --- |
| 1. Runde         |     |     |         |         |         |        |       |       |        |        |     |
| Brahim Djoubri   | 0:2 | 2:2 | 4(1)    | 150(1)  | 57(1)   |        | 211   | 3     | 70,33  | 150,00 | 150 |
| Peter de Backer  | 2:0 | 4:2 | 150(1)  | 0(1)    | 150(1)  |        | 300   | 3     | 100,00 | 150,00 | 150 |
| Andreas Niehaus  | 0:2 | 2:4 | 22(2)   | 150(1)  | 47(2)   |        | 219   | 5     | 43,80  | 150,00 | 150 |
| Wolfgang Zenkner | 2:0 | 4:2 | 150(2)  | 0(1)    | 150(2)  |        | 300   | 5     | 60,00  | 150,00 | 150 |
| Stephan Horvath  | 2:0 | 4:2 | 150(2)  | 1(1)    | 150(2)  |        | 301   | 5     | 60,20  | 75,00  | 150 |
| Michael Hikl     | 0:2 | 2:4 | 4(1)    | 150(1)  | 4(1)    |        | 158   | 3     | 52,66  | 150,00 | 150 |
| Fonsy Grethen    | 2:0 | 5:1 | 150(1)  | 150(1)  | 150(1)  |        | 450   | 3     | 150,00 | 150,00 | 150 |
| René Tull        | 0:2 | 1:5 | 0(1)    | 150(1)  | 0(1)    |        | 150   | 3     | 50,00  | 150,00 | 150 |
| Raymond Knoors   | 0:2 | 1:5 | 150(1)  | 0(1)    | 4(1)    |        | 154   | 3     | 51,33  | 150,00 | 150 |
| Martin Horn      | 2:0 | 5:1 | 150(1)  | 150(1)  | 150(1)  |        | 450   | 3     | 150,00 | 150,00 | 150 |
| Voker Baten      | 2:0 | 4:2 | 150(3)  | 131(1)  | 150(2)  |        | 431   | 6     | 71,83  | 75,00  | 150 |
| Fabian Blondeel  | 0:2 | 2:4 | 5(2)    | 150(2)  | 132(1)  |        | 287   | 5     | 57,40  | 75,00  | 132 |
| Robert Pragst    | 0:2 | 0:4 | 104(2)  | 137(1)  |         |        | 241   | 3     | 80,33  | –      | 137 |
| Frédéric Caudron | 2:0 | 4:0 | 150(2)  | 150(1)  |         |        | 300   | 3     | 100,00 | 150,00 | 150 |
| Marc Massé       | 2:0 | 4:3 | 150(1)  | 52(1)   | 150(1)  | 150(1) | 502   | 4     | 125,00 | 150,00 | 150 |
| Henri Tilleman   | 0:2 | 3:4 | 1(1)    | 150(1)  | 150(1)  | 0(0)   | 301   | 3     | 100,33 | 150,00 | 150 |
| 2. Runde         |     |     |         |         |         |        |       |       |        |        |     |
| Peter de Backer  | 0:2 | 0:4 | 35(1)   | 4(1)    |         |        | 39    | 2     | 19,50  | –      | 35  |
| Wolfgang Zenkner | 2:0 | 4:0 | 150(1)  | 150(1)  |         |        | 300   | 2     | 150,00 | 150,00 | 150 |
| Stephan Horvath  | 0:2 | 0:4 | 25(2)   | 0(1)    |         |        | 25    | 3     | 8,33   | –      | 25  |
| Fonsy Grethen    | 2:0 | 4:0 | 150(2)  | 150(2)  |         |        | 300   | 4     | 75,00  | 75,00  | 147 |
| Voker Baten      | 2:0 | 4:3 | 150(3)  | 150(1)  | 80(1)   | 150(1) | 530   | 6     | 88,33  | 150,00 | 150 |
| Martin Horn      | 0:2 | 3:4 | 2(2)    | 150(1)  | 150(1)  | 0(0)   | 302   | 4     | 75,50  | 150,00 | 150 |
| Frédéric Caudron | 0:2 | 2:4 | 150(1)  | 45(1)   | 150(1)  |        | 345   | 3     | 115,00 | 150,00 | 150 |
| Marc Massé       | 2:0 | 4:2 | 150(1)  | 150(2)  | 150(1)  |        | 450   | 4     | 112,50 | 150,00 | 150 |
| 3. Runde         |     |     |         |         |         |        |       |       |        |        |     |
| Wolfgang Zenkner | 0:2 | 3:4 | 150(2)  | 0(1)    | 150(1)  | 16(1)  | 316   | 5     | 63,20  | 150,00 | 150 |
| Voker Baten      | 2:0 | 4:3 | 3(1)    | 150(2)  | 150(1)  | 150(1) | 453   | 5     | 90,60  | 150,00 | 150 |
| Fonsy Grethen    | 0:2 | 1:5 | 1(1)    | 150(1)  | 13(4)   |        | 164   | 6     | 27,33  | –      | 150 |
| Marc Massé       | 2:0 | 5:1 | 150(1)  | 150(1)  | 150(5)  |        | 450   | 7     | 64,28  | 150,00 | 150 |
| Finale           |     |     |         |         |         |        |       |       |        |        |     |
| Voker Baten      | 0:2 | 1:5 | 7(1)    | 150(1)  | 0(1)    |        | 157   | 3     | 52,33  | 150,00 | 150 |
| Marc Massé       | 2:0 | 5:1 | 150(1)  | 150(1)  | 150(1)  |        | 450   | 3     | 150,00 | 150,00 | 150 |

| Name             | MP  | SP  | 1. Satz | 2. Satz | 3. Satz | ES     | Pkte. | Aufn. | GD     | BSD    | HS  |
| ---------------- | --- | --- | ------- | ------- | ------- | ------ | ----- | ----- | ------ | ------ | --- |
| 1. Runde         |     |     |         |         |         |        |       |       |        |        |     |
| Brahim Djoubri   | 2:0 | 4:0 | 150(2)  | 150(3)  |         |        | 300   | 5     | 60,00  | 75,00  | 125 |
| Andreas Niehaus  | 0:2 | 0:4 | 57(1)   | 9(3)    |         |        | 66    | 4     | 16,50  | –      | 57  |
| Michael Hikl     | 2:0 | 4:0 | 150(1)  | 150(1)  |         |        | 300   | 2     | 150,00 | 150,00 | 150 |
| René Tull        | 0:2 | 0:4 | 0(1)    | 37(1)   |         |        | 37    | 2     | 18,50  | –      | 37  |
| Raymond Knoors   | 0:2 | 0:4 | 0(1)    | 14(1)   |         |        | 14    | 2     | 7,00   | –      | 14  |
| Fabian Blondeel  | 2:0 | 4:0 | 150(1)  | 150(1)  |         |        | 300   | 2     | 150,00 | 150,00 | 150 |
| Robert Pragst    | 0:2 | 2:4 | 0(1)    | 150(1)  | 0(1)    |        | 150   | 3     | 50,00  | 150,00 | 150 |
| Henri Tilleman   | 2:0 | 4:2 | 150(1)  | 2(1)    | 150(1)  |        | 302   | 3     | 100,66 | 150,00 | 150 |
| 2. Runde         |     |     |         |         |         |        |       |       |        |        |     |
| Brahim Djoubri   | 0:2 | 0:4 | 5(1)    | 8(2)    |         |        | 13    | 3     | 4,33   | –      | 5   |
| Stephan Horvath  | 2:0 | 4:0 | 150(1)  | 150(1)  |         |        | 300   | 2     | 150,00 | 150,00 | 150 |
| Michael Hikl     | 0:2 | 2:4 | 150(1)  | 150(1)  | 6(1)    |        | 306   | 3     | 102,00 | 150,00 | 150 |
| Peter de Backer  | 2:0 | 4:2 | 150(1)  | 150(1)  | 150(1)  |        | 450   | 3     | 150,00 | 150,00 | 150 |
| Fabian Blondeel  | 0:2 | 3:4 | 2(1)    | 150(1)  | 150(1)  | 14(1)  | 316   | 4     | 79,00  | 150,00 | 150 |
| Frédéric Caudron | 2:0 | 4:3 | 150(1)  | 49(1)   | 150(1)  | 150(1) | 499   | 5     | 99,80  | 150,00 | 150 |
| Martin Horn      | 2:0 | 4:2 | 4(1)    | 150(1)  | 150(3)  |        | 304   | 5     | 60,80  | 150,00 | 150 |
| Henri Tilleman   | 0:2 | 2:4 | 150(1)  | 1(1)    | 126(2)  |        | 277   | 4     | 69,25  | 150,00 | 150 |
| 3. Runde         |     |     |         |         |         |        |       |       |        |        |     |
| Stephan Horvath  | 0:2 | 2:4 | 150(1)  | 0(1)    | 150(1)  |        | 300   | 3     | 100,00 | 150,00 | 150 |
| Frédéric Caudron | 2:0 | 4:2 | 150(1)  | 150(1)  | 150(1)  |        | 450   | 3     | 150,00 | 150,00 | 150 |
| Martin Horn      | 0:2 | 3:4 | 150(1)  | 150(2)  | 0(1)    | 7(1)   | 307   | 5     | 61,40  | 150,00 | 150 |
| Peter de Backer  | 2:0 | 4:3 | 150(1)  | 61(2)   | 150(1)  | 150(1) | 511   | 4     | 127,75 | 150,00 | 150 |
| 4. Runde         |     |     |         |         |         |        |       |       |        |        |     |
| Frédéric Caudron | 2:0 | 5:1 | 150(1)  | 150(1)  | 150(1)  |        | 450   | 3     | 150,00 | 150,00 | 150 |
| Wolfgang Zenkner | 0:2 | 1:5 | 0(1)    | 150(1)  | 0(1)    |        | 150   | 3     | 50,00  | 150,00 | 150 |
| Peter de Backer  | 0:2 | 0:4 | 9(1)    | 6(1)    |         |        | 15    | 2     | 7,50   | –      | 9   |
| Fonsy Grethen    | 2:0 | 4:0 | 150(1)  | 150(1)  |         |        | 300   | 2     | 150,00 | 150,00 | 150 |
| Spiel um Platz 3 |     |     |         |         |         |        |       |       |        |        |     |
| Frédéric Caudron | 2:0 | 5:1 | 150(1)  | 150(1)  | 150(1)  |        | 450   | 3     | 150,00 | 150,00 | 150 |
| Fonsy Grethen    | 0:2 | 1:5 | 0(1)    | 150(1)  | 2(1)    |        | 152   | 3     | 50,66  | 150,00 | 150 |

| MP    | Match Points (Sieger = 2; Unentschieden = 1; Verlierer = 0) |
| Pkte. | Erzielte Karambolagen                                       |
| Aufn. | Benötigte Versuche                                          |
| GD    | Generaldurchschnitt                                         |
| BED   | Bester Einzeldurchschnitt eines Spielers                    |
| HS    | Höchstserie                                                 |
|       | Bester GD des Turniers                                      |
|       | Bester ED des Turniers                                      |
|       | Beste HS des Turniers                                       |
|       | 1. Platz (Gold)                                             |
|       | 2. Platz (Silber)                                           |
|       | 3. Platz (Bronze)                                           |

| Platz                                | Name             | Spiele | MP   | SP    | Pkte | Aufn. | GD     | BED    | BSD    | HS  |
| ------------------------------------ | ---------------- | ------ | ---- | ----- | ---- | ----- | ------ | ------ | ------ | --- |
| 1                                    | Marc Massé       | 4      | 8:0  | 18:7  | 1852 | 18    | 102,88 | 150,00 | 150,00 | 150 |
| 2                                    | Voker Baten      | 4      | 6:2  | 13:13 | 1571 | 20    | 78,55  | 90,60  | 150,00 | 150 |
| 3                                    | Frédéric Caudron | 6      | 10:2 | 24:11 | 2494 | 20    | 124,70 | 150,00 | 150,00 | 150 |
| 4                                    | Fonsy Grethen    | 5      | 6:4  | 15:11 | 1366 | 18    | 75,88  | 150,00 | 150,00 | 150 |
| 5                                    | Wolfgang Zenkner | 4      | 4:4  | 12:12 | 1066 | 15    | 71,06  | 150,00 | 150,00 | 150 |
| 6                                    | Peter de Backer  | 5      | 6:4  | 13:15 | 1315 | 14    | 93,92  | 150,00 | 150,00 | 150 |
| 7                                    | Martin Horn      | 4      | 4:4  | 15:13 | 1363 | 17    | 80,17  | 150,00 | 150,00 | 150 |
| 8                                    | Stephan Horvath  | 4      | 4:4  | 10:10 | 926  | 15    | 61,73  | 75,00  | 150,00 | 150 |
| 9                                    | Fabian Blondeel  | 3      | 2:4  | 9:9   | 903  | 11    | 82,09  | 150,00 | 150,00 | 150 |
| 10                                   | Michael Hikl     | 3      | 2:4  | 8:8   | 764  | 8     | 95,50  | 150,00 | 150,00 | 150 |
| 11                                   | Henri Tilleman   | 3      | 2:4  | 9:11  | 880  | 10    | 88,00  | 100,66 | 150,00 | 150 |
| 12                                   | Brahim Djoubri   | 3      | 2:4  | 6:8   | 524  | 11    | 47,63  | 60,00  | 150,00 | 150 |
| 13                                   | Robert Pragst    | 2      | 0:4  | 2:8   | 391  | 6     | 65,16  | –      | 150,00 | 150 |
| 14                                   | Andreas Niehaus  | 2      | 0:4  | 2:8   | 285  | 9     | 31,66  | –      | 150,00 | 150 |
| 15                                   | René Tull        | 2      | 0:4  | 1:9   | 187  | 5     | 37,40  | –      | 150,00 | 150 |
| 16                                   | Raymond Knoors   | 2      | 0:4  | 1:9   | 168  | 5     | 33,60  | –      | 150,00 | 150 |
| Turnierdurchschnitt: Endrunde: 79,48 |                  |        |      |       |      |       |        |        |        |     |